# Франц Мартін Гільгендорф
Франц Мартін Гільгендорф (нім. Franz Martin Hilgendorf; 1839–1904) — німецький зоолог та палеонтолог. Дослідження Гільгендорфа викопних равликів з кратера Штайнгайм на початку 1860-х років стало палеонтологічним доказом теорії еволюції, опублікованої Чарльзом Дарвіном у 1859 році.

## Біографія
Франц Гільгендорф народився 5 грудня 1839 року в прусському місті Нойдам (сучасне Дембно в Польщі). У 1851–1854 роках навчався в гімназії в Кенігсберзі у Ноймарку а потім в гімназії Gymnasium zum Grauen Kloster в Берліні, яку закінчив у 1858. У 1859 році він почав вивчати філологію в Берлінському університеті. Після чотирьох семестрів він перевівся до Тюбінгенського університету. Влітку 1862 року Франц приєднався до розкопок Фрідріха Августа Квенштедта в кратері Штайнгайма. У 1863 році Гільгендорф здобув докторський ступінь. Він закінчив свої дослідження скам'янілостей під час роботи в Музеї природознавства в Берліні.
У 1868 році Гільгендорф став директором акваріума Зоологічного саду Гамбурга. У 1870–1871 роках працював бібліотекарем Німецької академії наук Леопольдина. У 1873 році Гільгендорф призначений викладачем Імператорської медичної академії в Токіо. Він пропрацював в Японії до 1876 року. Зібрав колекцію японської фауни. У 1876 році повернувся в Німеччину зі своєю колекцією і працював у Музеї природознавства у Берліні. Він був куратором секції черв'яків і равликів, а з 1896 — секції риб. Гільгендорф запропонував 36 нових видів риб, 25 з яких є валідними досі.
Гільгендорф мав шлункову хворобу. Він перестав працювати у 1903 році й помер від хвороби 5 липня 1904.

## Вшанування
На честь науковця названо:
- вид ракоподібних Vargula hilgendorfii
- вид риб Helicolenus hilgendorfii